# Orcomimus
Orcomimus es el nombre informal dado a un género de un dinosaurio terópodo ornitomímido que vivió a finales del  período Cretácico, entre hace aproximadamente 80 y 65 millones de años, entre el Campaniense y el Maastrichtiense. Fue encontrado en el sitio Sandy de la Formación Hell Creek Dakota del Sur, Estados Unidos. El holotipo fue nombrado por Michael Triebold en 1997, pero nunca se le dio un nombre de especie ni se lo describió formalmente. 
Era un bípedo corredor, del que se conocen la cadera y un miembro inferior, que lo muestra muy avanzado, pero igualmente es difícil aseverar esto por los pocos fósiles hallados.